# Aristide Hignard
Jean-Louis Aristide Hignard, né à Nantes le 20 mai 1822 et mort à Vernon (Eure) le 20 mars 1898, est un compositeur français.

## Biographie
Ce musicien serait sans doute complètement oublié, s'il ne s'était lié d'amitié avec Jules Verne. Tous deux originaires de Nantes, ils se retrouvent voisins de palier à Paris et mènent une vie de bohème, ponctuée par les repas des « Onze-sans-femme », où Hignard pouvait croiser d'autres musiciens comme Victor Massé ou Léo Delibes. Verne et lui entreprirent deux voyages, l'un en Angleterre et en Écosse en 1859, l'autre en Scandinavie en 1861.
À Paris, Aristide Hignard est l'élève de Jacques Fromental Halévy au Conservatoire, puis devient professeur et donne des leçons à Emmanuel Chabrier. En 1850, il obtient le second grand prix de Rome de musique. En 1851, il fait représenter un opéra-comique en un acte, Le Visionnaire. En 1868, il compose Hamlet, opéra tiré de la tragédie de Shakespeare, où il met beaucoup de lui-même et qu'il travaille avec soin. L'œuvre reçoit le prix de l'Académie des beaux-arts en 1871. Mais le succès sera de courte durée, supplanté par un autre Hamlet dû à Ambroise Thomas, qui, lui, va faire une carrière fulgurante. Modeste, timide, peu enclin à la publicité, Hignard ne verra « son » opéra représenté que le 21 avril 1888, au Théâtre Graslin de Nantes.
Il collabore avec Jules Verne pour des opéras-comiques et signe la musique de certaines de ses mélodies. 
Atteint de paralysie dès 1893, il se retire dans sa maison de campagne à Vernon où il meurt cinq années plus tard. Son épouse meurt trois semaines après lui,

## Œuvres
- 1850 : La Mille et deuxième nuit, pièce en un acte de Jules Verne, avec musique, jamais représentée
- 1851 : Le Visionnaire ou Les Fiancés bretons, opéra-comique en un acte, avec Jules Lorin et Victor Perrot
- 1853 : Le Colin-maillard, opéra-comique en un acte, livret de Jules Verne et Michel Carré
- 1855 : Les Compagnons de la Marjolaine, opéra-comique en un acte, livret de Jules Verne et Michel Carré
- 1858 : Monsieur de Chimpanzé, opérette, livret de Jules Verne
- 1860 : L'Auberge des Ardennes, opéra-comique en un acte, livret de Jules Verne et Michel Carré
- 1860 : Le Nouveau Pourceaugnac, joué aux Bouffes-Parisiens
- 1861 : Les Musiciens de l'orchestre, en collaboration avec Léo Delibes
- 1868 : Hamlet, drame lyrique en cinq actes, livret de Pierre de Garal, d’après Shakespeare
- 1857-1863 : Rimes et mélodies, recueils de musique sur des poèmes de Jules Verne

## Discographie
- Mélodies inédites, musique de Hignard et de Dufresne. Premier enregistrement mondial. CD produit par l'Académie de Bretagne et des Pays de Loire. Voix de Françoise Masset et d'Emmanuel Strosser. Poèmes de Jules Verne. 2005[8].

## Hommages
- Le 17 juin 1922, le musicologue Thomas Maisonneuve organise pour le centenaire de la naissance d'Hignard, une soirée commémorative au Théâtre Graslin de Nantes[9]
- Une rue de Nantes porte son nom depuis juillet 1908[10].